# USS LST-378
O USS LST-378 foi um navio de guerra norte-americano da classe LST que operou durante a Segunda Guerra Mundial.